# Albert Ernberg
Johan Albert Petersson Ernberg, född 4 november 1872 i Lund, död där 29 januari 1961, var en svensk rättslärd. Han var kusin till Otto, Ivar, Jarl, Axel och Harald Ernberg.
Ernberg blev student vid Lunds universitet 1890, filosofie kandidat 1892, juris utriusque kandidat 1898, juris utriusque licentiat 1903, juris utriusque doktor 1903, docent samma år, 1906 extraordinarie professor och 1908 professor i speciell privaträtt i Lund. Bland Ernbergs arbeten märks Om expropriation som rättsligt begrepp (1903), Om bärgning och bärgarelön enligt svensk sjörätt (1905), Om rösträttsutövning vid val till riksdagens andra kammare utan inställelse inför valförrättare (1918), samt Objekt och adjacent vid expropriation (1926). Han är begravd på Östra kyrkogården i Lund.